# Converteam
Converteam este o companie franceză de inginerie și de producție de echipamente producătoare de energie electrică, fostă divizie a conglomeratului Alstom.
Converteam produce motoare folosite la gazoducte și echipamente pentru convertirea energiei eoliene, termale și hidro în electricitate constantă transmisă prin rețele.
Converteam a realizat în anul 2010 vânzări de 1,5 miliarde de dolari și un profit EBITDA de 239 milioane dolari.
În martie 2011, compania Converteam a fost cumpărată pentru 3,2 miliarde dolari de gigantul american General Electric.